# 施泰格利茨-采伦多夫

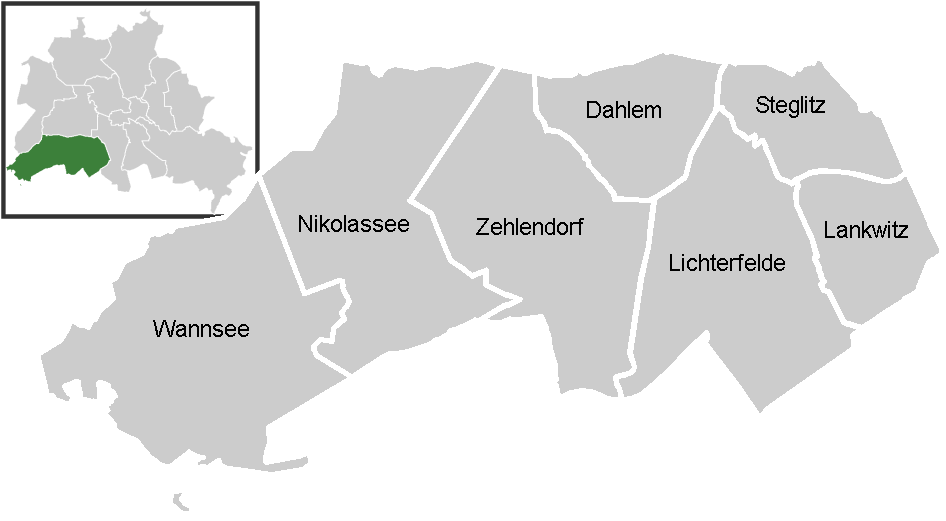
位置

施泰格利茨-采伦多夫（德語：Steglitz-Zehlendorf，發音：[ˌʃteːɡˌlɪts ˈtseːlənˌdɔʁf] ⓘ）是德国柏林的第六区，2001年由施泰格利茨和采伦多夫两区合并而成。

## 分区
施泰格利茨-采伦多夫区包括以下分区：
- 施泰格利茨
- 利希特费尔德（Lichterfelde）
- 兰克维茨（Lankwitz）
- 采伦多夫
- 达勒姆
- 尼古拉斯塞（Nikolassee）
- 万塞

## 地标
- 啤酒刷，施泰格利茨一个20世纪70年代风格的餐厅塔
- 达勒姆植物园
- 达勒姆柏林自由大学的语言学图书馆
- 万湖别墅，万湖会议举行地点
- 利希特费尔德西别墅区（Villenkolonie）－1860年的独家住宅区，卵石铺的街道两旁栽种树木

## 友好城市
- 德国波恩巴特戈德斯贝格
- 德国漢恩明登
- 德国不来梅哈芬
- 德国嫩特斯豪森（德语：Nentershausen (Westerwald)）
- 德国柯尼希斯武斯特豪森
- 德国哈根
- 以色列斯德洛特
- 以色列比亞利克村
- 丹麦布伦比
- 義大利卡西诺
- 法國巴黎十二区
- 瑞典龙讷比
- 匈牙利锡尔瓦什瓦劳德
- 乌克兰奥尔忠尼启则夫斯基
- 波蘭卡齊米日多爾尼
- 希腊索霍斯（希臘語：Σοχός）